# Tokutaró Ukon
Tokutaró Ukon (23. září 1913 – 1944) byl japonský fotbalista.

## Reprezentační kariéra
Tokutaró Ukon odehrál 5 reprezentačních utkání. S japonskou reprezentací se zúčastnil letních olympijských her 1936.

## Statistiky
| Japonsko | Japonsko | Japonsko |
| Roky     | Záp.     | Góly     |
| -------- | -------- | -------- |
| 1934     | 2        | 0        |
| 1935     | 0        | 0        |
| 1936     | 2        | 1        |
| 1937     | 0        | 0        |
| 1938     | 0        | 0        |
| 1939     | 0        | 0        |
| 1940     | 1        | 0        |
| Celkem   | 5        | 1        |